# نایا جکس
سولینا فنین (به انگلیسی: Savelina Fanene) (زاده ۲۹ می ۱۹۸۴) ورزشکار زن آمریکایی در کشتی حرفه‌ای و همچنین مدل سنگین‌وزن سابق است. او اکنون با دبلیودبلیوئی قرارداد دارد و در برند اسمکدان فعالیت می‌کند.

## اوایل زندگی

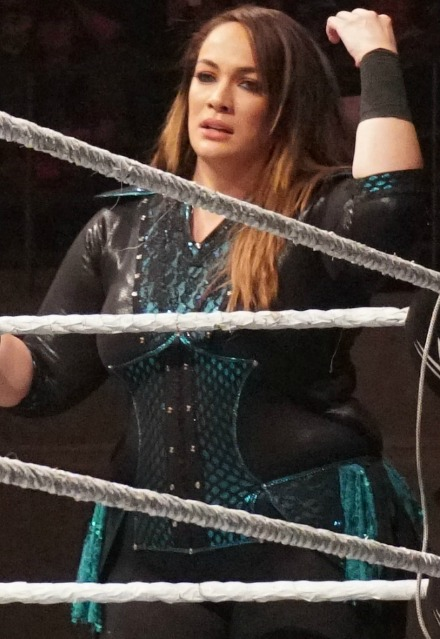
فنین در می ۲۰۱۷

فنین در سیدنی استرالیا متولد و در هونولولو، هاوایی بزرگ شد. همچنین مدتی در سن دیگو، کالیفرنیا زندگی کرد. او دختر جوزف و رناته فنین است. فنین  در کالج پالمور در سَن مارکوس، کالیفرنیا شرکت کرد، جاییکه به انجام بسکتبال کالج پرداخت. پیش از کشتی حرفه‌ای، فنین یک مدل سنگین‌وزن بود.

## زندگی شخصی
فنین اصالتی ساموآیی و آلمانی دارد و فامیل دووین «د راک» جانسون است. او که از کودکی طرفدار کشتی حرفه‌ای بود، پس از تماشای مسابقه د راک در رسلمانیای XXVIII مصمم شد که وارد این حرفه شود.
در ۲ آگوست ۲۰۱۴، او به همراه خاله‌اش آتا مایوا-جانسون (مادر د راک) در حالیکه در ماشین کادیلاک اسکالید فنین بودند، یک ماشین از روبرو به آن‌ها زد که راننده آن مست بود؛ آن‌ها از یک مراسم خیریه در کلرمونت، فلوریدا به سمت خانه در حرکت بودند. آن‌دو مصدوم و به بیمارستان منتقل شدند. آن راننده به رانندگی در شرایط مستی متهم شد و محکوم شد.
فنین و الکسا بلیس دوست صمیمی هستند. ولی بعد از باخت نایا جکس مقابل آسکا الکسا بلیس او را تحقیر کرد به طوری که نایا جکس به گریه افتاد. بعد از این موضوع با هم دشمن شدند و بعد مسابقه نایا جکس با الکسا بلیس سر کمربند قهرمانی زنان راو نایا جکس برنده شد. یار فعلی او شینا بزلر است.